# Чапмен Тауншип (округ Клінтон, Пенсільванія)
Чапмен Тауншип (англ. Chapman Township) — селище (англ. township) в США, в окрузі Клінтон штату Пенсільванія. Населення — 893 особи (2020).

## Демографія
Згідно з переписом 2010 року, у селищі мешкало 848 осіб у 372 домогосподарствах у складі 255 родин. Було 727 помешкань
Расовий склад населення:
| - 100,0 % — білих |

До двох чи більше рас належало 0,0 %. Частка іспаномовних становила 0,1 % від усіх жителів.
За віковим діапазоном населення розподілялося таким чином: 17,1 % — особи молодші 18 років, 59,6 % — особи у віці 18—64 років, 23,3 % — особи у віці 65 років та старші. Медіана віку мешканця становила 49,4 року. На 100 осіб жіночої статі у селищі припадало 100,5 чоловіків;  на 100 жінок у віці від 18 років та старших — 100,9 чоловіків також старших 18 років.
Середній дохід на одне домашнє господарство  становив 49 479 доларів США (медіана — 44 583), а середній дохід на одну сім'ю — 61 594 долари (медіана — 62 500). Медіана доходів становила 51 806 доларів для чоловіків та 29 653 долари для жінок. За межею бідності перебувало 9,6 % осіб, у тому числі 9,0 % дітей у віці до 18 років та 15,2 % осіб у віці 65 років та старших.
Цивільне працевлаштоване населення становило 364 особи. Основні галузі зайнятості: виробництво — 23,1 %, освіта, охорона здоров'я та соціальна допомога — 20,6 %, мистецтво, розваги та відпочинок — 11,8 %, будівництво — 11,0 %.